# Belur, Tamil Nadu
Belur là một thị xã panchayat của quận Salem thuộc bang Tamil Nadu, Ấn Độ.

## Địa lý
Belur có vị trí 11°42′B 78°25′Đ / 11,7°B 78,42°Đ Nó có độ cao trung bình là 324 mét (1062 foot).

## Nhân khẩu
Theo điều tra dân số năm 2001 của Ấn Độ, Belur có dân số 9008 người. Phái nam chiếm 51% tổng số dân và phái nữ chiếm 49%. Belur có tỷ lệ 63% biết đọc biết viết, cao hơn tỷ lệ trung bình toàn quốc là 59,5%: tỷ lệ cho phái nam là 69%, và tỷ lệ cho phái nữ là 56%. Tại Belur, 11% dân số nhỏ hơn 6 tuổi.